# Zahlstelle
Zahlstelle (englisch paying agency, payment office) ist im Zahlungsverkehr das kontoführende Kreditinstitut eines Zahlungspflichtigen und im Wertpapierrecht ein Kreditinstitut, das im Auftrag eines Emittenten alle mit Wertpapieren zusammenhängenden Zahlungen durchführt oder entgegennimmt.

## Allgemeines
Zahlstellen sind allgemein Institutionen, die Zahlungen leisten und/oder entgegennehmen. Diese Zahlungen können bargeldlos oder durch Barauszahlung oder Bareinzahlung (Kasse, Gemeindekasse) erfolgen.
Der Rechtsbegriff Zahlstelle erhält in § 4 Abs. 1 ZIV eine Legaldefinition, wonach als Zahlstelle jedes Wirtschaftssubjekt gilt, das dem wirtschaftlichen Eigentümer Zinsen zahlt oder eine Zinszahlung zu dessen unmittelbaren Gunsten einzieht, und zwar unabhängig davon, ob dieses Wirtschaftssubjekt der Schuldner der den Zinsen zugrunde liegenden Forderung ist oder vom Schuldner oder dem wirtschaftlichen Eigentümer mit der Zinszahlung oder deren Einziehung beauftragt ist. Diese Definition ist wegen des Gesetzeszwecks sehr eng gefasst und berücksichtigt nicht die weiteren Funktionen, die allgemein einer Zahlstelle zukommen.
In der Schweiz wird die Zahlstelle als eine Einrichtung definiert, „die Erträge aus eigenen Pflichten ausrichtet, für sich oder andere, nutzungsberechtigte Personen entgegen nimmt und/oder an andere Zahlstellen oder nutzungsberechtigte Personen weiterleitet“.

## Rechtsfragen
Zahlstellen kommen in verschiedenen Rechtsgebieten vor.

### Zahlungsdiensterecht
Die Zahlstelle ist im Zahlungsdiensterecht die Bankverbindung des Lastschriftschuldners und löst Lastschriften mit Zustimmung (Autorisierung) des Zahlungspflichtigen durch Kontobelastung ein. Ohne Autorisierung ist die Belastung nach § 675j Abs. 1 Satz 1 BGB unwirksam und rückgängig zu machen. Beim Einzugsermächtigungsverfahren hing die Wirksamkeit der Kontobelastung davon ab, dass der Zahlungspflichtige diese gegenüber seiner Zahlstelle genehmigte (§ 684 Satz 2 BGB). Mangels girovertraglicher Weisung steht der Zahlstelle im Deckungsverhältnis so lange kein Aufwendungsersatzanspruch gemäß § 670 BGB zu, bis der Schuldner die unberechtigte Belastung seines Kontos nach § 684 Satz 2 BGB genehmigt hat.

### Wertpapierrecht
Emittenten mit Sitzland Deutschland müssen nach § 48 Abs. 1 Nr. 4 WpHG sicherstellen, dass für die gesamte Dauer der Zulassung der Wertpapiere mindestens ein Finanzinstitut als Zahlstelle im Inland bestimmt ist, bei der alle erforderlichen Maßnahmen hinsichtlich der Wertpapiere, im Falle der Vorlegung der Wertpapiere bei dieser Stelle kostenfrei, bewirkt werden können. Im Wertpapierrecht übernimmt die Zahlstelle beim so genannten Zahlstellengeschäft im Auftrag des Emittenten insbesondere die Einlösung fälliger Kupons, also von Zinsscheinen oder Dividendenscheinen. Auch die Rückzahlung ausgeloster oder fälliger Wertpapiere übernimmt die Zahlstelle. Ein Wertpapierprospekt ist auch bei Zahlstellen zu veröffentlichen (§ 14 Abs. 2 WpPG).
Bezweckt das Aufgebotsverfahren die Kraftloserklärung eines Inhaberpapiers, so hat das Gericht nach § 480 Abs. 1 FamFG auf Antrag an den Aussteller sowie an die in dem Papier und die von dem Antragsteller bezeichneten Zahlstellen ein Zahlungsverbot zu erlassen, wonach an den Inhaber des Papiers weder eine Leistung zu bewirken, insbesondere neue Zins-, Renten- oder Gewinnanteilscheine noch ein Erneuerungsschein auszugeben ist (Zahlungssperre).
Der Zahlstellenwechsel (oder „unechter Domizilwechsel“) ist gemäß Art. 4 WG ein Wechsel, der zwar am Wohnort des Bezogenen, aber bei dessen am gleichen Ort ansässigen Kreditinstitut zahlbar gestellt ist.

### Haushaltsrecht
Zahlstellen sind stets Organisationseinheiten von Behörden, die nicht der Kasse angehören, jedoch für sie tätig werden, indem sie Teile der Aufgaben der Kasse (Bareinzahlungen und Barauszahlungen) wahrnehmen. Dem Behördenleiter obliegt auch die Dienst- und Fachaufsicht über die Zahlstelle. Im Haushaltsrecht dürfen Zahlungen gemäß § 70 BHO nur von Kassen und Zahlstellen angenommen oder geleistet werden, alle Buchungen sind zu belegen (§ 75 BHO). Eine gleichlautende Vorschrift enthält auch § 32 HGrG.

### Justizverwaltung
In der Justizverwaltung nimmt die Zahlstelle Einzahlungen von Geldstrafen, Gerichtskosten und Vorschüssen entgegen. Außerdem zahlt sie in der Regel auch Zeugenentschädigungen aus. Die Erstattung von Auslagen regelt das Justizvergütungs- und -entschädigungsgesetz (JVEG). So erhalten Sachverständige, Dolmetscher und Übersetzer gemäß § 8 Abs. 1 JVEG als Vergütung ein Honorar für ihre Leistungen (§§ 9 JVEG bis § 11 JVEG), Fahrtkostenersatz (§ 5 JVEG), Entschädigung für Aufwand (§ 6 JVEG) sowie Ersatz für sonstige und für besondere Aufwendungen (§§ 7 JVEG und § 12 JVEG) durch die Zahlstelle.

### Sozialrecht
Im Sozialrecht ist die Zahlstelle der Sozialversicherungsträger, der Leistungen an den Leistungsempfänger erbringt. So hat gemäß § 202 Abs. 1 SGB V die Zahlstelle bei der erstmaligen Bewilligung von Versorgungsbezügen sowie bei Mitteilung über die Beendigung der Mitgliedschaft eines Versorgungsempfängers die zuständige Krankenkasse des Versorgungsempfängers zu ermitteln und dieser Beginn, Höhe, Veränderungen und Ende der Versorgungsbezüge und in den Fällen des § 5 Abs. 1 Nr. 11b SGB V den Tag der Antragstellung unverzüglich mitzuteilen. Versicherungspflichtige, die eine Rente der gesetzlichen Rentenversicherung oder Versorgungsbezüge beziehen, haben gemäß § 205 Nr. 2 SGB V ihrer Krankenkasse unverzüglich auch Beginn, Höhe, Veränderungen und die Zahlstelle der Versorgungsbezüge zu melden.

### Verwahrstelle
Die Verwahrstelle übernimmt auch die Aufgaben einer Zahlstelle, denn nach § 71 Abs. 2 KAGB ist der Ausgabepreis von Investmentzertifikaten vom Anleger an die Verwahrstelle zu entrichten und von dieser abzüglich des Aufschlags unverzüglich auf einem für die Investmentgesellschaft eingerichteten gesperrten Konto zu verbuchen, das gilt auch umgekehrt für den Rücknahmepreis (§ 71 Abs. 2 und 3 KAGB) sowie für anfallende Erträge (§ 74 Abs. 1 Nr. 4 KAGB).

### Zentralverwahrer
Zahlstellen wie Zentralverwahrer können seit Juni 2015 über ein Geldkonto (englisch Dedicated Cash Account (DCA)) verfügen, welches Voraussetzung zur Teilnahme am europäischen TARGET2-Securities-System (T2S) im ESZB ist. Das DCA ist ein TARGET2-Konto, über das Zahlungen in Euro erfolgen. T2S ist ein Clearing-System, bei dem Käufe und Verkäufe von Wertpapieren gegen Zahlung (englisch matching principle) durchgeführt werden können.

## Zahlstellensteuer
Der allgemeine Begriff der Quellensteuer bezeichnet eine Besteuerungsmethode, bei welcher die steuerbare Leistung nicht beim Leistungsempfänger (Gläubiger), sondern beim Schuldner oder Vermittler der Leistung (Zahlstelle) erfasst wird, obschon die Steuerbelastung letztlich den Empfänger treffen soll. Die Quellensteuer ist somit keine Steuerart, sondern lediglich eine besondere Erhebungsform. In Deutschland wird deshalb manchmal die Kapitalertragsteuer als Zahlstellensteuer bezeichnet, weil nach § 44 Abs. 1 Satz 3 EStG die die Kapitalerträge „auszahlende oder ausführende Stelle“ für den Steuerabzug von Kapitalerträgen im Sinne des § 43 Abs. 1 Satz 1 Nr. 5–7, Nr. 8–12 und Satz 2 EStG zuständig ist.
Die Bilateralen Verträge II zwischen der Schweiz und der Europäischen Union haben dazu geführt, dass die Schweiz seit Januar 2009 einen Steuerrückbehalt auf Zinszahlungen vornimmt, die von in der Schweiz domizilierten Zahlstellen (etwa Kreditinstituten) an natürliche Personen mit steuerlichem Wohnsitz in den EU-Mitgliedstaaten geleistet werden (siehe auch: Steuerabkommen Deutschland–Schweiz). Diese so genannte Zahlstellensteuer ist eine Sicherungssteuer, die der Steuerpflichtige bei Deklaration gegenüber seiner Steuerbehörde zurückerhält. Der Steuersatz ist schrittweise erhöht worden, seit 2011 werden analog zur Verrechnungssteuer 35 % abgezogen.

## International
Zahlstelle ist in Österreich ein Kreditinstitut mit Sitz im EWR-Raum oder in der Schweiz. Gemäß § 10 österr. Bundeshaushaltsgesetz (BHG) sind Zahlstellen für die Abwicklung des Barzahlungsverkehrs der haushaltsführenden Stellen, der auf das unumgängliche Ausmaß zu beschränken ist, zuständig. Die Zahlstellen sind organisatorisch den haushaltsführenden Stellen zugehörig, bei denen sie eingerichtet sind. Nach § 6 österr. Marktordnungsgesetz ist die Agrarmarkt Austria die zuständige Marktordnungs-, Interventions- und Zahlstelle für Marktordnungsprämien und Zahlungen aus dem Umweltprogramm ÖPUL und die Ausgleichszulage für Bauern in Berg- und anderen benachteiligten Gebieten. 

## Organisation
Mit Zahlstelle wird entweder die Funktion einer gesamten Institution oder eine Organisationseinheit innerhalb einer Organisation bezeichnet. Zahlstellen fungieren entweder für eigene Zwecke der Organisation oder leisten und empfangen Zahlungen im Auftrag Dritter.